# ییناتشوویتسه
ییناتشوویتسه (به چکی: Jinačovice) یک منطقهٔ مسکونی در جمهوری چک است که در ناحیه برنو-تسوونتری واقع شده‌است. ییناتشوویتسه ۶٫۲۹ کیلومتر مربع مساحت و ۶۱۹ نفر جمعیت دارد و ۳۰۵ متر بالاتر از سطح دریا واقع شده‌است.